# Spodnji Jernej
Spodnji Jernej je naselje v Občini Slovenske Konjice.